# Affaire Air Cocaïne
Pour les articles homonymes, voir Air Cocaïne (série télévisée).

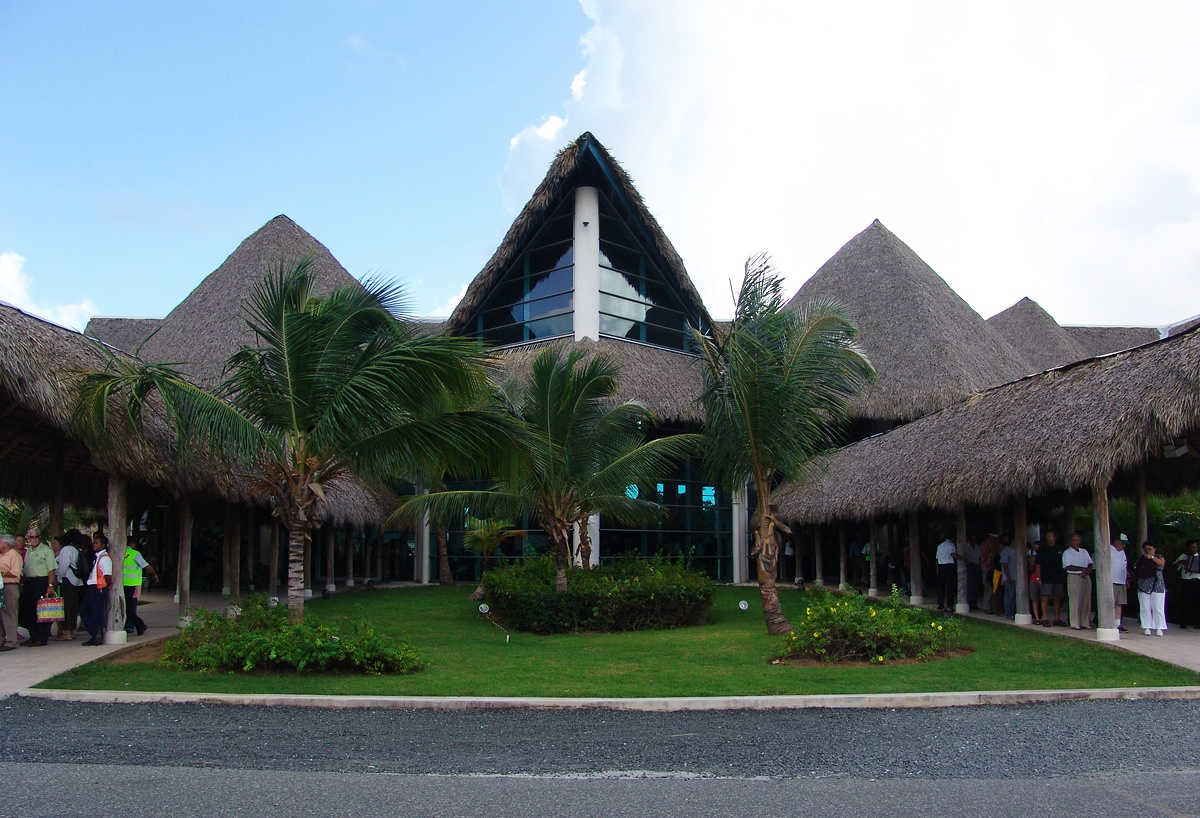
L'aéroport international de Punta Cana en 2007.

L'affaire « Air Cocaïne », d'après le surnom donné par la presse, est une affaire judiciaire qui commence le 20 mars 2013 à l'aéroport international de Punta Cana en République dominicaine et qui concerne la saisie de vingt-six valises, soit 700 kg de cocaïne, dans un avion d'affaires Falcon 50 transportant deux passagers. Quatre citoyens français (les deux passagers et les deux pilotes de l'appareil dans lequel la drogue a été trouvée) ont été inculpés dans le cadre de cette affaire et passent en jugement avec d'autres inculpés locaux devant la justice dominicaine. Les quatre prévenus, les pilotes Bruno Odos et Pascal Fauret, l'apporteur d'affaires Alain Castany et le passager Nicolas Pisapia, sont tous condamnés à vingt ans de réclusion en République dominicaine. Mais en 2015, Odos et Fauret sont exfiltrés et ramenés en France dans des conditions rocambolesques. 
Cette affaire pose notamment la question de la responsabilité juridique des équipages à l’égard du contenu des marchandises transportées, que ce soit au titre du fret aérien ou au titre du contenu des bagages des passagers.

## Historique
Surnommée « Air Cocaïne » par la presse, l’affaire éclate avec l'arrestation le 20 mars 2013 de quatre Français sur l’aéroport de Punta Cana en République dominicaine. À bord d’un Falcon 50 de la compagnie aérienne française SN-THS, deux pilotes français, un apporteur d'affaire et un passager, s’apprêtent alors à décoller de Punta Cana pour rejoindre l'aéroport du Golfe de Saint-Tropez - La Môle en France. Avant le début du roulage, l’avion est bloqué au sol par les autorités dominicaines avec un grand déploiement de moyens : hommes en armes au sol et arrivée de responsables de la direction nationale du contrôle des drogues (DNCD) en hélicoptère. Au total, selon la République dominicaine, 700 kg de cocaïne contenus dans 26 valises sont découverts à bord de l'appareil. Les quatre Français sont menottés et incarcérés après interrogatoire. Ils risquent jusqu'à 25 ans de prison pour trafic de stupéfiants et se déclarent tous innocents.
Le tribunal de Saint-Domingue a condamné les quatre Français à 20 ans d'emprisonnement après 10 heures de délibération en première instance, le 14 août 2015. Leurs avocats ont annoncé qu'ils allaient interjeter appel de ce jugement,. Les condamnés restent en liberté sans possibilité de quitter le territoire de République dominicaine jusqu'à la décision définitive, mais deux d’entre eux (les pilotes) réussissent à s'enfuir vers la France,.
Le 5 avril 2019, les deux pilotes sont reconnus coupables et condamnés à 6 ans de prison pour participation à un trafic international de cocaïne en bande organisée par la cour d'assises spéciale d'Aix-en-Provence, avant d'être acquittés le 8 juillet 2021 par la cour d'appel. Les sept autres accusés du procès "Air Cocaïne" ont été condamnés à des peines allant jusqu'à 18 ans de prison,,,.

## Accusés français
- Pascal Fauret[14], commandant de bord ;
- Bruno Odos[15], copilote ;
- Henri Bartolo[16], ami personnel de Franck Colin qui lui a confié 200 000 € (travail non déclaré) en liquide afin qu'il les place en Suisse selon les conseils de son mentor ;
- Michel Ristic[16], chauffeur de Franck Colin, impliqué dans ses activités criminelles et en lien avec Castany, Bouchareb, etc.
- Alain Castany, broker, apporteur d’affaire ;
- Nicolas Pisapia, passager ;
- Pierre-Marc Dreyfus, PDG de SN-THS[17] ;
- Fabrice Alcaud, associé dans SN-THS[18] ;
- Frank Colin, homme d'affaires[19], affréteur des vols SN-THS ;
- François-Xavier Manchet, douanier[20].

## Accusés dominicains
Il y a dix accusés dominicains appartenant à divers services de l'État en poste sur l'aéroport et dans les services centraux anti-drogue, dont plusieurs officiers supérieurs.

## Responsabilités de droit

### Juridiquement
Juridiquement et réglementairement, deux cas se présentent :
- Soit le vol est privé (les pilotes sont employés par le propriétaire de l’avion qui est à bord, ou qui commandite le vol) et leur responsabilité peut éventuellement être mise en cause s’il est démontré qu’ils ont eu connaissance des marchandises transportées.
- Soit le vol est commercial, et les pilotes sont employés par une compagnie aérienne qui sous-traite auprès d’un handleur (société d'assistance en aéronautique) les prestations sur une escale : parking, assistance, chargement déchargement, nettoyage, et prestation de sûreté. Les responsabilités et les moyens de sûreté obligatoires à mettre en œuvre sont définis dans l’annexe 17[22] de la convention de Chicago ainsi que dans le règlement européen CE300/208[23].

La France et la République dominicaine ont conclu, en 2002, une convention d'entraide judiciaire et un accord d'extradition.

### Cas du vol SN-THS du 20 mars 2013
Lorsqu’elle opérait à Punta Cana, la compagnie SN-THS (Société Nouvelle Trans-Hélicoptère Services) sous-traitait à l’entreprise Swissport l’ensemble des prestations d’assistance, dont la sûreté.

## Les protagonistes

### Pascal Fauret
Pascal Fauret, ancien pilote de l'aéronautique navale, nie toute implication dans le trafic de stupéfiants. Il expose, pour sa défense, que son collègue et lui-même, employés par la société SN-THS, n'ont pas vocation à contrôler les bagages de leurs passagers dans le cadre d'un vol commercial, conformément à la réglementation internationale. Il est soutenu par un comité de soutien et par le SNPL (Syndicat national des pilotes de ligne) français. Les défenseurs de Pascal Fauret sont Maîtres Jean Reinhart et Éric le François (Cabinet RMT) en France et María Elena Gratereaux et Bienvenido Fabián Melo (cabinet Gratereaux Delva y Asociados Abogados - Notarios) à Saint-Domingue.
À propos du nombre important de valises embarquées, Pascal Fauret répond qu'il n'a jamais demandé à voir ce qu'il y avait à l'intérieur : « C’est indiscret. Pour faire fuir le client, on ne fait pas mieux ».
Selon les journalistes Jérôme Pierrat et Marc Leplongeon qui ont eu accès aux documents de l'enquête, le pilote Pascal Fauret aurait envoyé un SMS à son patron (le dirigeant de la compagnie SN-THS, Pierre-Marc Dreyfus) le 21 janvier 2013 : « Vu ce midi avec Alain Castany. Le vol (déjà payé) attendra la réouverture de La Môle prévue vers le 15 février. Le conditionnement du chargement a été revu à une dimension plus pratique, son acheminement "plus classique", et une liste de passagers "plus vacances". Nature du chargement confirmée, provenance : m’en parler ! Je rentre chez moi commander la piscine. »
Il aurait aussi participé au chargement des valises dans la soute de l'avion le 20 mars 2013. Dans un soupir, Pascal Fauret conclut : « Je les ai aidés. » Pascal Fauret a été acquitté le 8 juillet 2021 par la cour d'appel spéciale des Bouches‑du‑Rhône.

### Bruno Odos
Bruno Odos, ancien pilote de l'aéronautique navale, détaché dans l'armée de l'air française, nie toute implication dans le trafic de stupéfiants. Il est également soutenu par le comité de soutien Pour le Retour de Pascal et Bruno et par le SNPL et il est défendu par les mêmes avocats que Pascal Fauret.
La juge Christine Saunier-Ruellan, qui instruit l'affaire en France, ne semble pas convaincue par les arguments de Bruno Odos lors de ses auditions : « Mais, enfin, M. Odos, vous n'êtes pas tombé de la dernière pluie. Vous êtes un professionnel informé ». Réponse de Bruno Odos : « Avec le recul, j'ai honte d'être ici. Je m'en veux à mort. »
Le 27 octobre 2015, Bruno Odos est interviewé en direct et en duplex depuis son village d'Autrans lors du journal télévisé de 20 h de France 2, mais a refusé de répondre aux questions posées par le journaliste concernant les circonstances et le financement de l'opération d'exfiltration,. Tout comme Pascal Fauret, Bruno Odos a été acquitté le 8 juillet 2021 par la cour d'appel spéciale des Bouches‑du‑Rhône.

### Nicolas Pisapia
Nicolas Pisapia nie avoir participé à un trafic de drogue. Il ne serait pas le commanditaire du vol mais son passager. Le commanditaire serait une de ses relations, Frank Colin, installé en Roumanie, qui a été mis en détention provisoire dans le sud de la France,. Nicolas Pisapia affirme s'être rendu à Punta Cana et à Quito (Équateur) pour des affaires immobilières.
Ancien pompier marseillais, il est ensuite devenu investisseur et agent immobilier en Roumanie. Bien que n'ayant pas présenté de témoin au procès qui aurait pu confirmer son alibi (déplacement professionnel pour affaires immobilières), il a toujours nié être le propriétaire des 26 valises chargées dans l'avion : celles-ci n'ont pas été enregistrées à son nom, ni à celui de quelqu'un d'autre. Il s'est présenté à l'embarquement avec un seul bagage de cabine qui a été contrôlé sans problème au filtre de sûreté (il n'y a pas de contrôle douanier au départ d'un vol), son passeport a été validé par les autorités dominicaines. Il est défendu par Maître Andy de León en République dominicaine ainsi que par Maître Julien Pinelli, avocat français. Il est soutenu par le Comité Justice pour Nicolas Pisapia créé le 8 avril 2015 et qui a, depuis, publié plusieurs communiqués. Nicolas Pisapia ne reçoit aucune aide ou aucun financement dans le cadre de sa défense. Il vit grâce à l'aide financière que lui donnent ses parents, depuis plus de deux ans : étant sans papiers, il ne peut exercer un quelconque métier. Sa compagne (de nationalité roumaine) s'est séparée de lui pendant sa détention à Higüey et refuse désormais tout lien de leur fils avec le père, ou toute présentation de l'enfant aux grands-parents, ce qui complique sa situation personnelle de prévenu.
Nicolas Pisapia a déclaré à la juge française qu'il pensait que les valises contenaient de l'or (pour des achats immobiliers).
Dans sa plaidoirie finale, l'avocat dominicain, Maître Andy de León, a soutenu que le ministère public n'avait pas été en mesure de prouver que Nicolas Pisapia connaissait le contenu des 26 valises embarquées dans l'avion qui avait été loué.
À la sortie du tribunal, Maître Julien Pinelli a déclaré que la « décision que rend le tribunal de Saint-Domingue repose sur des fondations particulièrement malsaines qui sont en réalité un ensemble de faux témoignages, d'indicateurs plus ou moins corrompus, de preuves falsifiées, de procès-verbaux irréguliers... »

### Alain Castany
Alain Castany nie lui aussi toute implication dans le trafic de stupéfiants et a déclaré, lors de l'arrestation, être « pilote de renfort ». C'est un ancien assureur, apporteur d'affaire dans le domaine de l'aviation d'affaires, et pilote d'avion privé. Il a eu un cabinet à Narbonne et à Paris. Il a été condamné, en mars 2002, par la 12e chambre correctionnelle du tribunal de grande instance de Paris à 18 mois de prison avec sursis pour escroquerie, détournement de fonds (24M FRF ou 3,7M €) et enrichissement personnel. De 1995 à 1997, il n'a pas reversé à la société Axa une partie des cotisations payées par la Fédération française de vol libre, alors qu'il était le courtier de la fédération. Alain Castany est également ancien dirigeant de nombreuses entreprises de courtage, dont Aerofinance. Il possède une ancienne qualification PP-IFR (diplôme de pilote professionnel avec une qualification aux instruments) français non transformée en CPL IR (diplôme européen en 2015) et d'une ATPL américaine (Airline Transport Pilot Licence) non valide sur un avion immatriculé F-.
Il est défendu par l'avocate dominicaine Me Luz Díaz du cabinet Cornielle.
Dans un documentaire de télévision français, Alain Castany déclare : « Je trouve que j'ai été d'une grande naïveté, proche de la bêtise, et que à mon âge, avec ce que je sais… c'est impardonnable ! »[réf. à confirmer] !
En octobre 2015, il est renversé par une moto et se retrouve dans un état grave, risquant l'amputation. Au vu de son état, ses avocats avaient demandé son rapatriement en France pour lui permettre d'obtenir les soins que requiert son état, mais la fuite des deux pilotes en octobre 2015 compromet cette requête.
Il a été rapatrié en France le 10 juin 2017 où, tout en restant détenu, il a été hospitalisé.
La France envisage de le rejuger non pas devant la cour d'assises de Marseille pour trafic de drogue, ce qui mettrait à mal le principe non bis in idem car il a déjà été condamné à 20 ans de prison en République dominicaine pour les mêmes faits, mais pour association de malfaiteurs devant un tribunal correctionnel.

### Frank Colin
Frank Colin niait en 2019 être impliqué dans un trafic de drogue, ce qu'il finit par reconnaître officiellement au cours de l'audience d'appel du 25 juin 2021 auprès de la cour d'appel Aix-en-Provence. Il est actuellement écroué pour la seconde fois (depuis le 28 mars 2013) puis incarcéré à l'audience depuis 2019 à la maison d’arrêt de Muret et serait libérable en 2022. Au cours de l'audience d'appel du 25 juin 2021, Frank Colin entendu en visio-conférence depuis son lieu d'incarcération revient sur ses précédentes déclarations de 2019 du procès en première instance en déclarant que les pilotes Pascal Fauret et Bruno Odos, ainsi que les patrons de la compagnie aérienne SN-THS ont été manipulés et qu'aucun d'eux n'avaient connaissance de l'opération d'importation de stupéfiants mise en place par Alain Castany, Nicolas Pisapia, François-Xavier Manchet, un certain Rayan, un certain Maurice et lui-même. Il reconnaît donc sa participation et explique à l'audience qu'il avait menti en première instance pour se protéger.
Ancien garde du corps toulonnais reconverti dans l'immobilier en Roumanie, il est considéré par la juge d'instruction française, Christine Saunier‑Ruellan, comme l'organisateur principal de trois vols « louches » sur la compagnie SN-THS, pour le compte de « Daryan ».
C'est un ami du douanier François-Xavier Manchet mis en cause, à qui il demande de faciliter l'arrivée de valises et d'argent en France.

### Pierre-Marc Dreyfus
Six mois après l'arrestation des quatre Français à Punta Cana, Pierre-Marc Dreyfus, dirigeant de la société SN-THS qui employait les pilotes Pascal Fauret et Bruno Odos, a été mis en examen en septembre 2013 pour « importation de stupéfiants en bande organisée, association de malfaiteurs et direction d'un groupement en vue de l'importation, trafic de stupéfiants et blanchiment » et écroué. Il sera libéré sous caution contre 200 000 euros en septembre 2014. S'étant très peu exprimé à propos de l'affaire depuis l'arrestation de ses deux employés, il est sorti de son silence la veille du verdict pour prendre position en faveur des pilotes en déclarant dans la presse : « Si je m'exprime aujourd'hui, c'est pour apporter mon total soutien à Bruno et Pascal, qui n'ont rien à voir avec cet odieux trafic. Je crois en la justice et suis certain que la vérité triomphera, que leur innocence sera démontrée et leur honneur rendu. ». Pierre-Marc Dreyfus a été condamné le 8 juillet 2021 par la cour d'appel spéciale des Bouches du Rhone à 6 années de réclusion criminelle et à 2 millions d'euros d'amende solidaire. Il a été incarcéré à l'issue de l'audience au centre pénitentiaire d'Aix-Luynes et libéré sur décision de la cour d'appel d'Aix en Provence le 21 octobre 2021 dans l'attente de son pourvoi en cassation. Pierre-Marc Dreyfus avait déclaré, la veille devant la chambre de l'instruction de la cour d'appel d'Aix-en-Provence, souhaiter un troisième procès afin de faire valoir son innocence. Durant le procès il a indiqué travailler comme ouvrier agricole dans un élevage équin. La cour de cassation a confirmé sa condamnation le mercredi 30 novembre 2022.

### Fabrice Alcaud
Dirigeant de la société SN-THS, Fabrice Alcaud a été mis en examen en même temps que son associé Pierre-Marc Dreyfus en septembre 2013 et également écroué. Il bénéficie d'une libération conditionnelle en juillet 2014. À la suite d'inquiétudes exprimées par les deux pilotes Pascal Fauret et Bruno Odos après un premier vol entre Puerto-Plata et La Môle fin 2012, Fabrice Alcaud avait pris contact avec l'OCRTIS pour vérifier si son client, Nicolas Pisapia, n'était pas connu de ce service. Depuis l'arrestation de ses deux pilotes et la saisie de l'avion Falcon 50 F-GXMC le 19 mars 2013, Fabrice Alcaud n'a pas fait de déclaration publique à la presse.
Fabrice Alcaud apparaît aussi dans le dossier français via sa société luxembourgeoise CAPS SA, qui a payé par avance à SN-THS le précédent vol pour Puerto Plata à la place de ses clients. « Une simple « avance » en attendant que les vols soient payés, jure l'intéressé. « Un scénario difficile à croire », écrit Le Point. Comme son associé Pierre-Marc Dreyfus, Fabrice Alcaud a été condamné le 8 juillet 2021 par la cour d'appel spéciale des Bouches du Rhone à 6 années de réclusion criminelle et à 2 millions d'euros d'amende solidaire. Il a été incarcéré au centre pénitentiaire d'Aix-Luynes à l'issue de l'audience et libéré sur décision de la cour d'appel d'Aix en Provence le 21 octobre 2021 dans l'attente de son pourvoi en cassation,. Son avocate Maître Céline Astofle salue cette décision en déclarant à l'AFP : « la cour rappelle par cette décision l'impérative nécessité d'appliquer les principes fondateurs de notre état de droit dont la présomption d'innocence est un pilier. » Fabrice Alcaud conserve son habilitation DGAC et EASA pour former des douaniers ainsi que des personnels navigants en anglais aéronautique[réf. nécessaire]. La cour de cassation a confirmé sa condamnation le mercredi 30 novembre 2022.

### François-Xavier Manchet
Douanier en relation avec Frank Colin, François-Xavier Manchet est mis en examen pour « trafic de stupéfiants, association de malfaiteurs et faux en écriture publique » et écroué à la prison des Baumettes à Marseille le 16 avril 2013. La justice le soupçonne d'avoir couvert un trafic de cocaïne à l'aérodrome de la Môle, près de Saint-Tropez, et à la suite de la découverte de 30 000 € à son domicile. Il a été remis en liberté conditionnelle le 17 avril 2014 après un an de détention préventive dans l'attente de sa comparution devant le tribunal de grande instance de Marseille dans le cadre du volet français de l'affaire.

### «Ryan»
Un mystérieux « Daryan » est mis en cause par Frank Colin comme étant l'initiateur des vols SN-THS entre la République dominicaine et la France. Cet homme né à Firminy, dans la Loire, et se disant agent de joueurs de football, est arrêté en flagrant délit en 2014 en Espagne dans le cadre d’une enquête sur un réseau d’importation de cocaïne et est recherché en France pour deux braquages.[réf. nécessaire]
Malgré un casier judiciaire chargé, de multiples condamnations et mandats d’arrêt dans plusieurs pays[réf. nécessaire], Ali Bouchareb[réf. nécessaire] [« Daryan »], interpellé le 17 octobre 2014[réf. nécessaire], est libéré de prison trois mois plus tard pour d’obscures raisons procédurières[réf. nécessaire]. Avant même que la juge ait eu le temps de l’interroger, ou de le confronter à Frank Colin, Ali Bouchareb était donc de nouveau dans la nature. Il est à nouveau localisé et arrêté en Catalogne lors d'un contrôle routier et transféré en France où il est sous le coup d'une condamnation à neuf années d'emprisonnement.
Le 25 juin 2021, Frank Colin, condamné en 2019 en première instance à 12 années de réclusion criminelle pour importation de stupéfiants en bande organisée, au cours de l'audience d'appel à Aix-en-Provence, disculpe totalement Ali Bouchareb en affirmant auprès de la cour qu'il n'a rien à voir avec cette affaire. Ali Bouchareb, comparaissant détenu, a été condamné par la cour d'appel des Bouches-du-Rhône, spécialement composée, à 18 années de réclusion criminelle et à acquitter une amende solidaire de 2 millions d'euros.
Ali Bouchareb est connu des services de police pour être proche de Karim Benzema, selon différents documents trouvés lors de perquisition ; les enquêteurs le soupçonnent d'avoir bénéficié du soutien du joueur de football, notamment en raison de ses hauts revenus, pour avoir effectué ce trafic, dont la participation dans l'importation exige un capital conséquent pour être initié.

### «Maurice»
Selon les autorités dominicaines, il s'agirait de la personne non encore formellement identifiée qui aurait livré les valises de cocaïne le soir du 19 mars 2013 à l'aéroport de Punta Cana. Il est décrit comme « la cinquantaine, petit, gros et dégarni, voix rauque et lunettes de travers. Maurice fume beaucoup et parle parfaitement l’espagnol ».

### Militaires et policiers dominicains
Plusieurs dizaines de militaires et policiers (parfois de haut rang et détachés de la DNCD, le service antidrogue dominicain) ont été mis en cause dans cette affaire.
Certains ont été inculpés et détenus pendant 15 mois, après l'arrestation en flagrant délit du 19 mars 2013 à l'aéroport de Punta Cana.
Au 14 août 2015, à l'issue du verdict de la première instance du procès en République dominicaine, quatre Dominicains ont été condamnés à des peines allant de 5 à 10 ans de prison, et six autres ont été acquittés.

## Le volet judiciaire français
L'enquête démarre en France à Saint-Tropez sur dénonciation dès 2012. Le douanier François-Xavier Manchet aurait autorisé deux véhicules à entrer en zone réservée et à venir stationner sur le tarmac pour transborder dix valises. Une juge marseillaise suppose qu’il s’agit de cocaïne, probablement 300 kilos (valeur 18 M€ au prix de gros) mais n'en a aucune preuve. De nombreuses personnes sont mises sous écoute par la juge d’instruction marseillaise Christine Saunier-Ruellan, dont Pascal Fauret et Bruno Odos. Ces écoutes, pas plus que les éléments concernant le train de vie des intéressés, ne permettront de mettre en évidence une participation active de l'équipage de l'avion, Castany et Pisapia compris, à un quelconque trafic. Elle mettra, par contre, en évidence le fait que Fabrice Alcaud, interpellé par ces demandes de vols, avait demandé à des contacts à l'OCRTIS (Office central pour la répression du trafic illicite des stupéfiants) si ces vols pouvaient être entrepris. Les policiers lui ayant indiqué qu'ils n'avaient pas connaissance de problème concernant les vols effectués, Fabrice Alcaud a continué à autoriser les vols pour Franck Colin. C'est parce que les policiers n'ont pas informé la juge d'instruction de cette précaution prise par Fabrice Alcaud qu'elle leur a retiré l'enquête pour la confier aux gendarmes.
En mai 2013, à l'issue d'une audition en République dominicaine menée par la juge française Christine Saunier-Ruellan, les deux pilotes français sont placés sous le statut de « témoins assistés ». Mais un mois plus tard, tous les protagonistes de l'affaire sont mis en examen, dont les quatre Français alors toujours incarcérés en République dominicaine.
Le PDG de SN-THS, Pierre-Marc Dreyfus, et son associé, Fabrice Alcaud, sont mis en examen et incarcérés une année avant d'être libérés sous caution.

### Réquisition d’un expert aéronautique
Dans une ordonnance de juillet 2014, la magistrate Christine Saunier-Ruellan a requis une experte aéronautique, Claudine Oosterlinck, experte en opérations aériennes et aviation civile, près la cour d'appel de Caen et la Cour de cassation. Les deux femmes ainsi qu’une greffière se sont rendues, en février 2015, en République dominicaine pour y interroger les protagonistes français de l’affaire Air Cocaïne. S’ils ont tous rencontré la juge et l'experte dans les locaux de la Procuraduría fiscal de Santo Domingo (parquet général), aucun des inculpés n’a accepté de déposer. En effet, alors que leurs nombreuses demandes d'audience avaient été refusées par la juge, celle-ci comptait les entendre en présence du procureur dominicain. Or, l'instruction en République dominicaine était close depuis des mois et cette procédure risquait de les obliger à dévoiler une partie de leur défense au procureur.[réf. nécessaire]
Par ailleurs, la juge Christine Saunier-Ruellan a chargé, en juillet 2014, Claudine Oosterlinck et Alain Serres d'une mission d'analyse de l'ensemble des plans de vol figurant au dossier, y compris ceux concernant Nicolas Sarkozy[réf. nécessaire].

### Autres vols suspects
Le 9 décembre 2012, le Falcon 50 immatriculé F-GXMC, piloté par Pascal Fauret et Bruno Odos, atterrit à l'aéroport du Golfe de Saint-Tropez - La Môle en provenance de Puerto Plata (République dominicaine) avec Nicolas Pisapia comme seul passager. Dix valises boueuses sont alors transbordées au pied de l'avion dans deux véhicules sous les yeux de Franck Colin et du douanier François-Xavier Manchet.
Fin février 2013, ce même avion réalise un vol à Quito (Équateur) avec le même équipage et le même client. Les autorités équatoriennes fouillent l'avion et photographient Nicolas Pisapia, mais l'avion rentre à vide en France.

### Bruno Odos et Pascal Fauret
Après leur fuite de République dominicaine et leur retour en France à la fin d'octobre 2015, les pilotes de l'avion sont placés en détention provisoire le 2 novembre 2015. Ils ont été libérés sous contrôle judiciaire le 24 mars 2016. Condamnés à 6 années de prison en première instance le 5 avril 2019, ils sont acquittés, jeudi 8 juillet 2021, en appel par la cour d'assises spéciale d'appel d'Aix-en-Provence.

### Procès d'assises
Au terme d'un procès de sept semaines, la cour d'assises spéciale des Bouches-du-Rhône reconnaît coupables sept des neuf prévenus et prononce des condamnations à des peines de réclusion lourdes. Ainsi Ali Bouchareb, considéré comme le commanditaire du trafic, est condamné à dix-neuf années de réclusion, tandis que Franck Colin, considéré comme l'organisateur, écope de douze années. Pour leur part, les deux pilotes Bruno Odos et Pascal Fauret sont condamnés à six ans ferme, tout comme les dirigeants de la SN-THS, Fabrice Alcaud et Pierre-Marc Dreyfus. Enfin, le douanier François-Xavier Manchet est condamné à cinq années de réclusion. Plusieurs des condamnés annoncent leur intention de faire appel du verdict,.
Le 8 juillet 2021, Bruno Odos at Pascal Fauret sont acquittés en appel par la cour d'assises spéciale d'appel d'Aix-en-Provence[81], et ainsi définitivement innocentés.

## L’avion

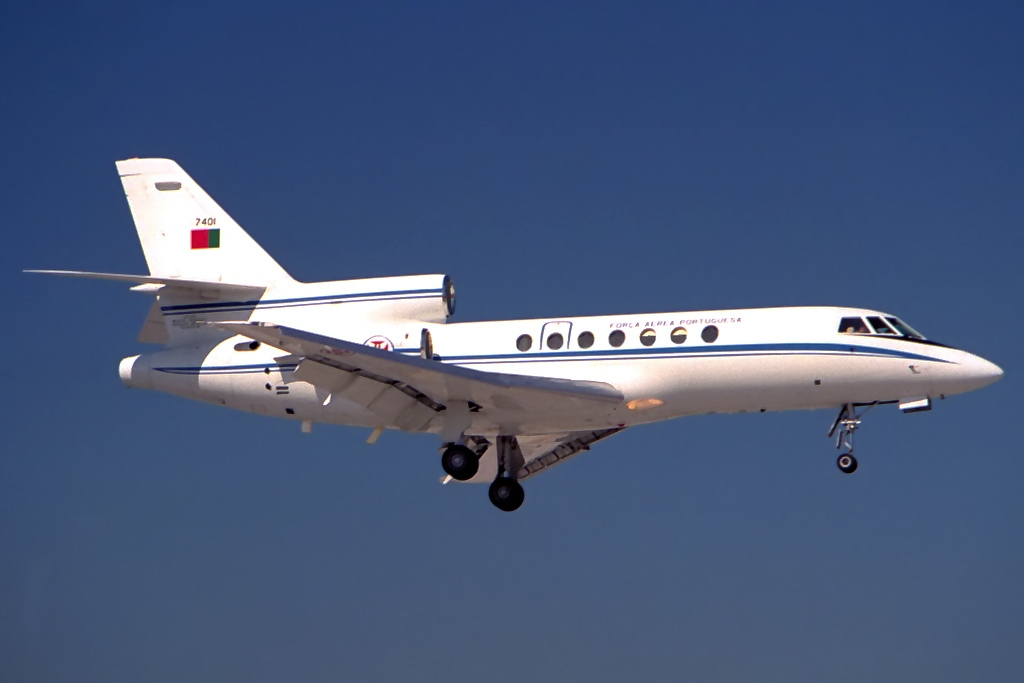
Un Falcon 50 construit en 1988.

L'avion est un Falcon 50 immatriculé F-GXMC appartenant à Alain Afflelou, chef d’entreprise et lunetier français. L’appareil est loué en leasing à l’entreprise SN-THS qui en assure l’exploitation et la maintenance. Il s'agit d'une pratique courante dans l’aéronautique, y compris pour les avions dits « de ligne ». Alain Afflelou a déclaré n'avoir rien à voir avec cette affaire.
L’appareil n’ayant pas volé pendant presque deux ans, il s'est dégradé en restant parqué sans entretien à l’aéroport de Punta Cana. Il aurait été transféré dans une base aérienne dominicaine près de Saint-Domingue[réf. nécessaire].
Construit en 1988, son numéro de série est 190. Il doit subir d'importantes opérations de maintenance : check C et grande visite (GV, démontage complet de l'avion). Cet avion est aussi très proche de la fin de vie spécifiée par son constructeur (30 ans), mais son service peut néanmoins être prolongé après une maintenance et une nouvelle certification spécifique coûteuse (CPCP : Corrosion Prevention Control Program)[réf. nécessaire].
Ces coûts de maintenance et de remise à niveau pour l'obtention d'un nouveau certificat de navigabilité pourraient dépasser la valeur actuelle de l'avion sur le marché (estimée à environ 2 millions de dollars américains)[réf. nécessaire].

## La société SN-THS
La Société Nouvelle Trans Hélicoptère Services est une société par actions simplifiée au capital de 303 000 euros, immatriculée le 17 juin 2011 au registre du commerce de Lyon, et présidée par Pierre-Marc Dreyfus. Elle a réalisé un chiffre d'affaires de 3 932 200 euros en 2012. Sa liquidation judiciaire a été prononcée le 9 octobre 2013.

## Le volet judiciaire dominicain

### Emprisonnement et assignation à résidence
Après quinze mois d’incarcération en détention provisoire à la prison de Higüey, Pascal Fauret, Bruno Odos, Nicolas Pisapia et Alain Castany ont été placés en résidence surveillée en juin 2014, à leurs frais, soumis à interdiction de quitter le territoire et sans possibilité de caution. En droit dominicain, la durée maximale de la détention provisoire sans jugement est de 12 mois.

### Le déroulement du procès en République dominicaine
Le 9 mars 2015, après plus d’une dizaine de reports, le procureur Milciades Guzman dénonce la partialité du tribunal. Il réclame qu'il soit tenu compte d'autres vols qui n'ont fait l'objet d'aucune saisie démontrant le transport de matière stupéfiante, ce que les juges refusent de prendre en compte. Les juges ont donc, après une déclaration solennelle reprochant au procureur de remettre en cause leur probité, demandé à la Haute Cour de justice de décider de leur maintien dans cette affaire. Les quatre Français apprennent que leur liberté conditionnelle va encore se prolonger plusieurs mois. Pour la troisième fois en deux ans de procédure, le procès des quatorze personnes impliquées dans un trafic de drogue en République dominicaine est suspendu. Seuls quatre des témoins du ministère public sont présents sur les quatorze cités.
Le 20 avril 2015, au cours d'une audience technique destinée à fixer les dates du procès final, les quatre Français assignés à résidence sont informés qu'une décision du tribunal doit être prise en juin 2015. Cette première audience sera suivie de nombreux incidents destinés à retarder l'étude sur le fond. Deux calendriers sont publiés : le second prévoit la fin du procès le 27 juillet 2015. Trois audiences sont supprimées (16 juin, 9 et 10 juillet), rendant incertaine la fin annoncée du procès. L'arrivée surprise de plusieurs témoins de l'accusation et la nécessité juridique de les entendre ont, toutefois, repoussé les audiences d'environ un mois et les accusés devaient être fixés sur leur sort fin juillet 2015. Un troisième calendrier a été publié le 23 juillet par le tribunal, reportant aux 7, 12 et 13 août les plaidoiries de la défense, les déclarations des prévenus et la fin du procès.
Le 28 juillet 2015, la défense de Bruno Odos et Pascal Fauret fait comparaître à la barre en tant qu'experts le criminologue Christophe Naudin, spécialiste de la sûreté aérienne, et Philippe Heneman, pilote de ligne, président du comité de soutien des deux pilotes. Ils expliquent qu'aucun « mécanisme légal ne rendait les pilotes responsables des marchandises transportées ».
Le 7 août 2015, le ministère public requiert une peine de vingt ans d'emprisonnement contre chacun des accusés français et l'un des policiers inculpés. Trois autres accusés dominicains se voient réclamer des peines de cinq à quinze ans de prison. Aucune charge n'est retenue contre six autres. Le tribunal ordonne enfin la saisie de l'avion Falcon 50. L'un des prévenus dominicains (Antonhy Santana) bénéficierait, selon les avocats de Nicolas Pisapia, d'un allègement de peine en échange de déclarations défavorables aux prévenus français.
Le 15 août 2015, au terme de dix heures de délibérations, le tribunal reconnaît les quatre Français « coupables du crime d’association en vue de […] posséder des drogues illicites » et les condamne à vingt ans d'emprisonnement. Le tribunal n'ordonne toutefois pas leur arrestation immédiate. Ils resteront libres avec interdiction de quitter le territoire dominicain jusqu'à ce que la sentence soit définitive à l'issue de la procédure d'appel. Dès l'annonce du verdict, les avocats de la défense annoncent leur intention d'interjeter appel du verdict à la publication du jugement et des attendus. L'un d'eux, Me J. Pinelli, déclare : « Sans être en mesure de fournir la moindre démonstration de la culpabilité de Nicolas Pisapia, le ministère public a livré au tribunal un récit confus, largement imaginaire, et surtout en contradiction avec les éléments objectifs du dossier. »,.
Selon le journaliste Marc Leplongeon, quasiment aucun des arguments présentés par la défense des inculpés français ne semble avoir convaincu le tribunal. Il relève, en outre, que les témoignages à charge étaient confus et avaient été très contestés lors de l'audience. Enfin, il s'étonne du fait que certains attendus du jugement de 428 pages semblent justifier la sévérité des peines par le fait que les accusés soient français.
Le 11 février 2016, alors qu'ils sont de retour en France et ont été incarcérés au centre pénitentiaire d'Aix-Luynes par la juge d'instruction SAUNIER RUELLAN pour "Trouble à l'ordre public", la cour d'appel de Saint-Domingue rejette l'appel introduit par l' avocate des pilotes Maria Elena GRATEREAU et confirme par contumace leur condamnation à vingt ans d'emprisonnement,.

### Interventions des représentants de l'État français
Laurent Fabius, ministre des Affaires étrangères, ainsi que deux sénateurs des Français de l'étranger (Olivier Cadic, Joëlle Garriaud-Maylam), ont formulé par écrit une demande à la République dominicaine de traiter dans les meilleurs délais ce dossier, tout en requérant la mobilisation de l'ambassade de France en République dominicaine. Le député Europe Écologie Les Verts des Français de l'étranger Sergio Coronado, ainsi que le député européen français Front national Aymeric Chauprade, rencontrent Bruno Odos et Pascal Fauret au cours de leur détention à Higuey, puis lors de leur assignation à résidence à Saint-Domingue. Sergio Coronado rencontre Nicolas Pisapia le 8 mars 2015 à la veille de l'ouverture du procès. Trois sénatrices, Michelle Demessine, Cécile Cukierman et Annie David, ont demandé, en septembre 2014, à Laurent Fabius que la diplomatie française apporte tout son soutien aux quatre Français. À la suite du report du 9 mars 2015, Joëlle Garriaud-Maylam, dans une question écrite au ministre des Affaires étrangères français, a appelé à un soutien le plus serein possible dans ce dossier problématique. Le député Jean-Pierre Maggi est également intervenu pour faciliter une entrevue entre le cabinet du ministre et la famille de Nicolas Pisapia. De son côté, le comité de soutien à Nicolas Pisapia a été reçu, le 31 juillet 2015, par le député des Bouches-du-Rhône Christian Kert.

## Exfiltration de la République dominicaine
En octobre 2015, les deux pilotes inculpés, Bruno Odos et Pascal Fauret, quittent clandestinement la République dominicaine dans le cadre d'une opération montée par des anciens amis « militaires et marins » et commanditée par le député européen Front national Aymeric Chauprade. Ils reviennent en France le 24 octobre 2015, accompagnés de Christophe Naudin, via Saint-Martin puis Fort-de-France, où ils ont demandé par l'intermédiaire de leur avocat (Maître Jean Reinhart) à être entendus par la juge d'instruction Christine Saunier-Ruellan, dans le cadre du volet français de l'affaire. Selon leur avocat, « ils ont quitté le territoire d'un pays dont la justice n'existe pas. Ils ne cherchent pas à fuir la justice »,. Francisco Dominguez Brito, procureur général de République dominicaine, déclare à travers un communiqué : « Personne qui se sait innocent n'essaie de fuir la justice ».
Le député Europe Écologie Les Verts Sergio Coronado s'était inquiété des conséquences que pourrait avoir cette exfiltration pour les deux autres inculpés français restés - à l'époque - en République dominicaine. Il craignait que les autorités judiciaires ne décident de mettre un terme à leur régime de liberté sous contrôle judiciaire et les réincarcèrent, ce qui n'est pas arrivé. L'avocat d'Alain Castany, récemment victime d'un accident, évoque une « situation cauchemardesque ». Nicolas Pisapia craignait en 2015, pour sa part, que ce nouveau développement puisse « lui nuire plus que tout ce qui s'est passé jusqu'à maintenant ». Pour sa part, le ministère des Affaires étrangères français nie toute implication de l'État dans le retour des deux pilotes en France. Les autorités dominicaines annoncent leur intention de lancer un mandat d'arrêt international contre Bruno Odos et Pascal Fauret - qui leur fut refusé par l'OICP - et de demander leur arrestation en France afin qu'ils assument leurs responsabilités en République dominicaine,. Le porte-parole du gouvernement français précise que les deux pilotes ne seront pas extradés vers la République dominicaine car la France n'extrade pas ses ressortissants, mais qu'ils seront vraisemblablement interrogés dans le cadre de l'enquête française en cours.
Dans un billet publié sur son blog, le magistrat honoraire Philippe Bilger critique la fuite des deux pilotes et note que « cette sauvegarde collective faisant échapper les deux condamnés à leur procès en appel en République dominicaine qui n'est pas un État totalitaire, loin de m'apparaître comme un processus honorable et patriotique, ressemble fort à une soustraction opportune à la justice dominicaine ».
Quelques jours après leur retour en France, les deux pilotes sont arrêtés à leur domicile à Lyon et à Grenoble à la demande de la juge d'instruction, bien qu'ils attendaient une audience dans son cabinet à Marseille, et placés en détention préventive pour "trouble à l'ordre public" et, le 19 novembre 2015, la cour d'appel d'Aix-en-Provence décide de leur maintien en détention.
Le 22 novembre 2015, la justice dominicaine annonce avoir émis, pour leur participation présumée à l'évasion des deux pilotes, des mandats d'arrêt contre Aymeric Chauprade, Christophe Naudin et Pierre Malinowski, assistant au Parlement européen de Jean-Marie Le Pen et Aymeric Chauprade.  En février 2016, alors qu'il séjournait en Égypte, Christophe Naudin est arrêté et les autorités égyptiennes annoncent qu'elles mettent à l'étude sa possible extradition. Le 27 février 2016, les autorités égyptiennes annoncent son extradition vers la République dominicaine, décision effective le 3 mars 2016. Le 26 octobre 2017, après un accord avec le parquet général dominicain, il est condamné à cinq ans de prison et au paiement d'une amende de 33 000 dollars, avec la possibilité de purger sa peine en France si ce pays en fait la demande. Il est transféré en France le 16 février 2018 et hospitalisé dès son retour en raison de sa mauvaise condition physique à la suite de son incarcération de deux ans. Il est libéré le 12 mai 2018 pour raison de santé.

### Émission radiophonique
- « L'affaire Air Cocaïne » le 1er octobre 2015 dans L'Heure du crime de Jacques Pradel sur RTL.
- « Air Cocaïne : les coulisses d'une évasion » le 2 novembre 2015 dans L'Heure du crime de Jacques Pradel sur RTL.
- « Air cocaïne : caïd, jet set et Caraïbes » le 5 février 2019 dans Affaires sensibles de Fabrice Drouelle sur France Inter.

### Série documentaire
- « Air Cocaïne » le 22 mars 2023, mini-série documentaire réalisée par Stéphane Rybojad et Thomas Dandois, diffusée sur Canal+.
- « Y a-t-il un dealer dans l'avion ? » le 11 juin 2025, mini-série documentaire réalisée par Olivier Bouchara et Jérôme Pierrat, diffusée sur Netflix.

### Articles de presse
- Mathilde Ceilles, « Jet privé et poudre blanche, la titanesque affaire « Air Cocaïne » devant la justice française », sur 20 Minutes, 18 février 2019 (consulté le 24 mars 2023).